# 美国国家书评人协会奖
美国国家书评人协会奖（英語：National Book Critics Circle Award，NBCC）是由美家图书评论界推出的一年一度美国文学奖，用以推广“用英文出版的最好的书籍和评论”。第一届奖项于1976年1月16日公布并颁发。
每年颁布的奖项书籍有六个，分为六个类别：小说，非小说，诗歌，回忆录/自传，传记和批评。
从2014年开始，美国国家书评人协会奖还在所有6个类别中颁发了一个特别的“处女作”奖，名为John Leonard奖，以纪念文学评论家和创始成员約翰·倫納德，他于2008年去世。